# Liste der Fließgewässer im Flusssystem Wetter

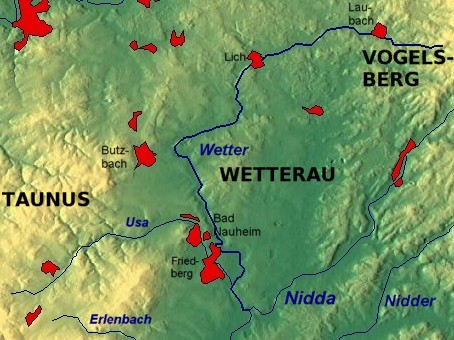
Der Verlauf der Wetter

Die Liste der Fließgewässer im Flusssystem Wetter umfasst alle direkten und indirekten Zuflüsse der Wetter, soweit sie namentlich auf der Topographischen Karte 1:25 000 Hessen (DK 25) oder im Kartenservicesystem des Hessischen Landesamts für Naturschutz, Umwelt und Geologie (HLNUG) WRRL in Hessen aufgeführt werden. Andere Quellwerke werden separat in den Einzelnachweisen dokumentiert. Namenlose Zuläufe und Abzweigungen werden nicht berücksichtigt. Wenn sich der Gewässername nach dem Zusammenfluss zweier Gewässerabschnitte ändert, werden die beiden Zuflüsse als Quellzuflüsse separat angeführt, ansonsten erscheint der Teilbereichsname in Klammern. Die Längenangaben werden auf eine Nachkommastelle gerundet. Die Fließgewässer werden jeweils flussabwärts aufgeführt. Die orografische Richtungsangabe bezieht sich auf das direkt übergeordnete Gewässer. Teilflusssysteme mit mehr als 20 Fließgewässern sind in eine eigene Liste ausgelagert (→ Flusssystem).

## Wetter
Die Wetter ist ein 68,8 km langer rechter Zufluss der Nidda in Hessen.

## Zuflüsse
Direkte und indirekte Zuflüsse der Wetter
- Heegbrückerbach (links), 3,2 km
- Eulengraben[1][2] (links), 0,9 km
- Hirtenbach (rechts), 2,7 km
  - Schellenbach (links), 3,5 km
- Laubach (rechts), 4,0 km
- Lauter (rechts), 7,0 km

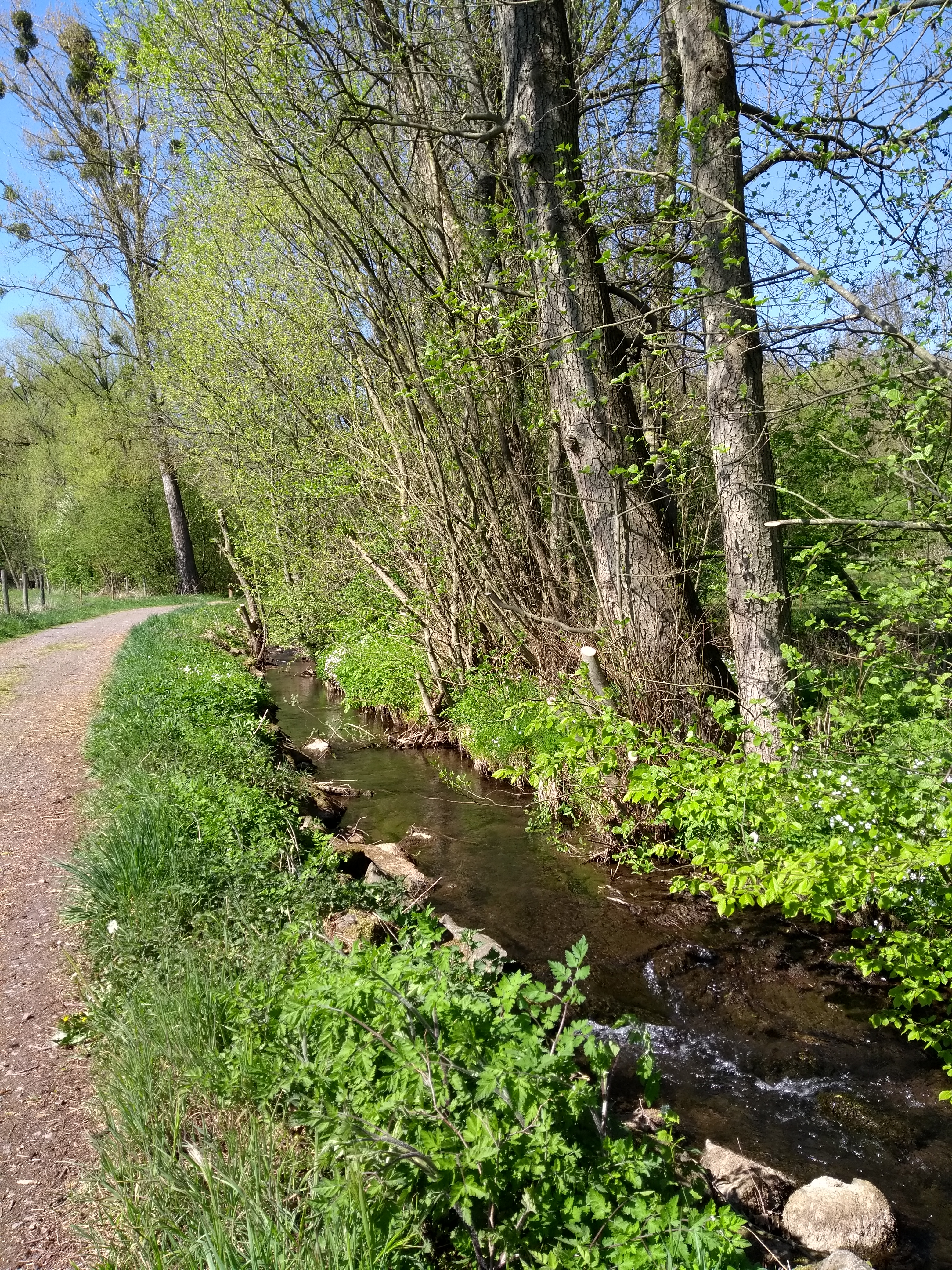
Der Äschersbach
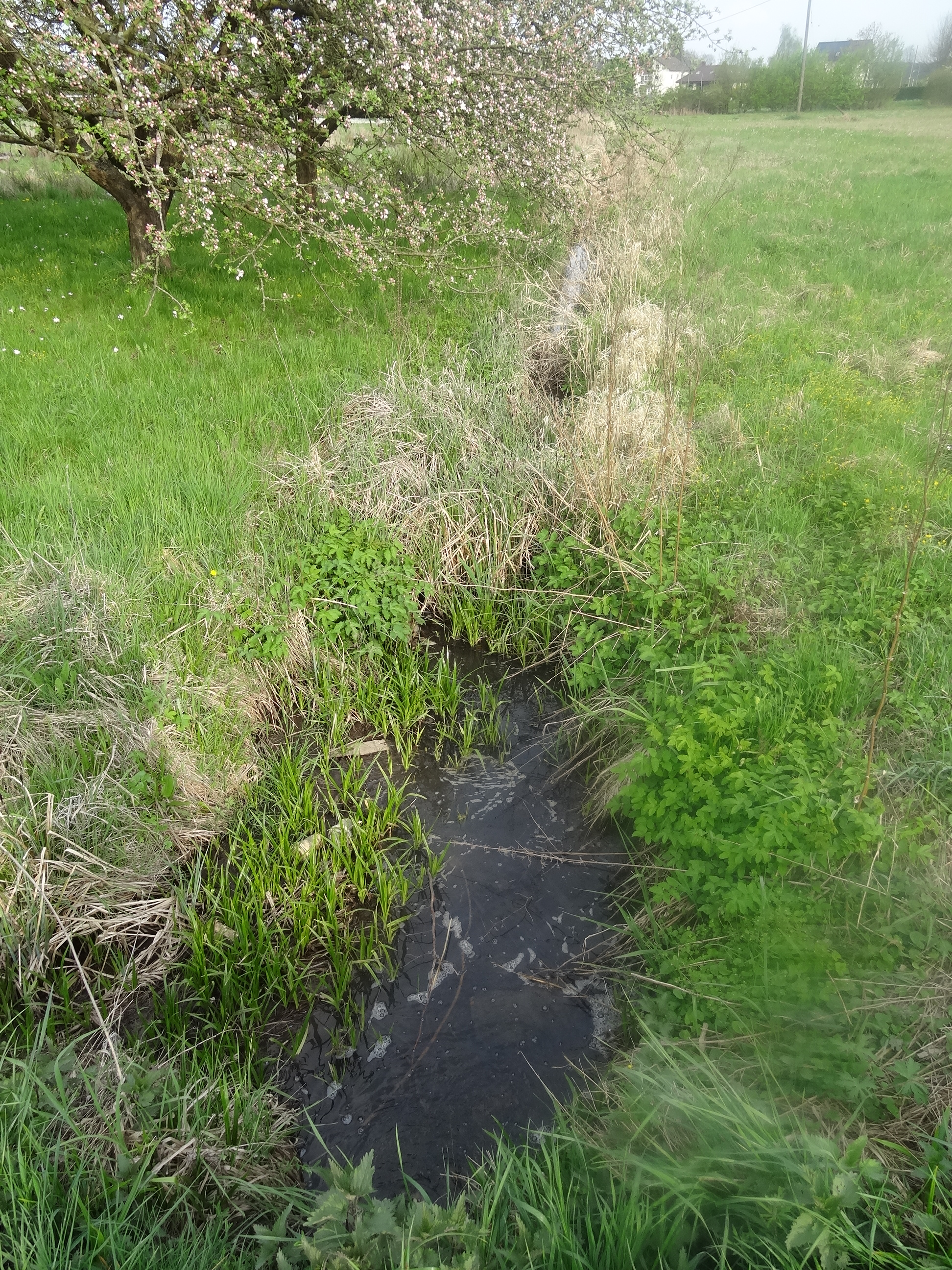
Der Albach

- Äschersbach (rechts), 13,6 km
  - Flachsbach (links), 2,8 km
  - Jossoller (rechts), 8,0 km
    - Flachsbach (links), 0,5 km
- Riedgraben (links), 4,4 km
- Alter Bach (rechts), 2,3 km
  - Wellersgraben (rechts), 2,4 km
- Albach (rechts), 6,8 km
  - Steinbach (rechts), 0,5 km
- Weidgraben (links), 5,6 km
- Mengelhauser Graben (rechts), 2,3 km
- Petersgraben (rechts), 4,9 km

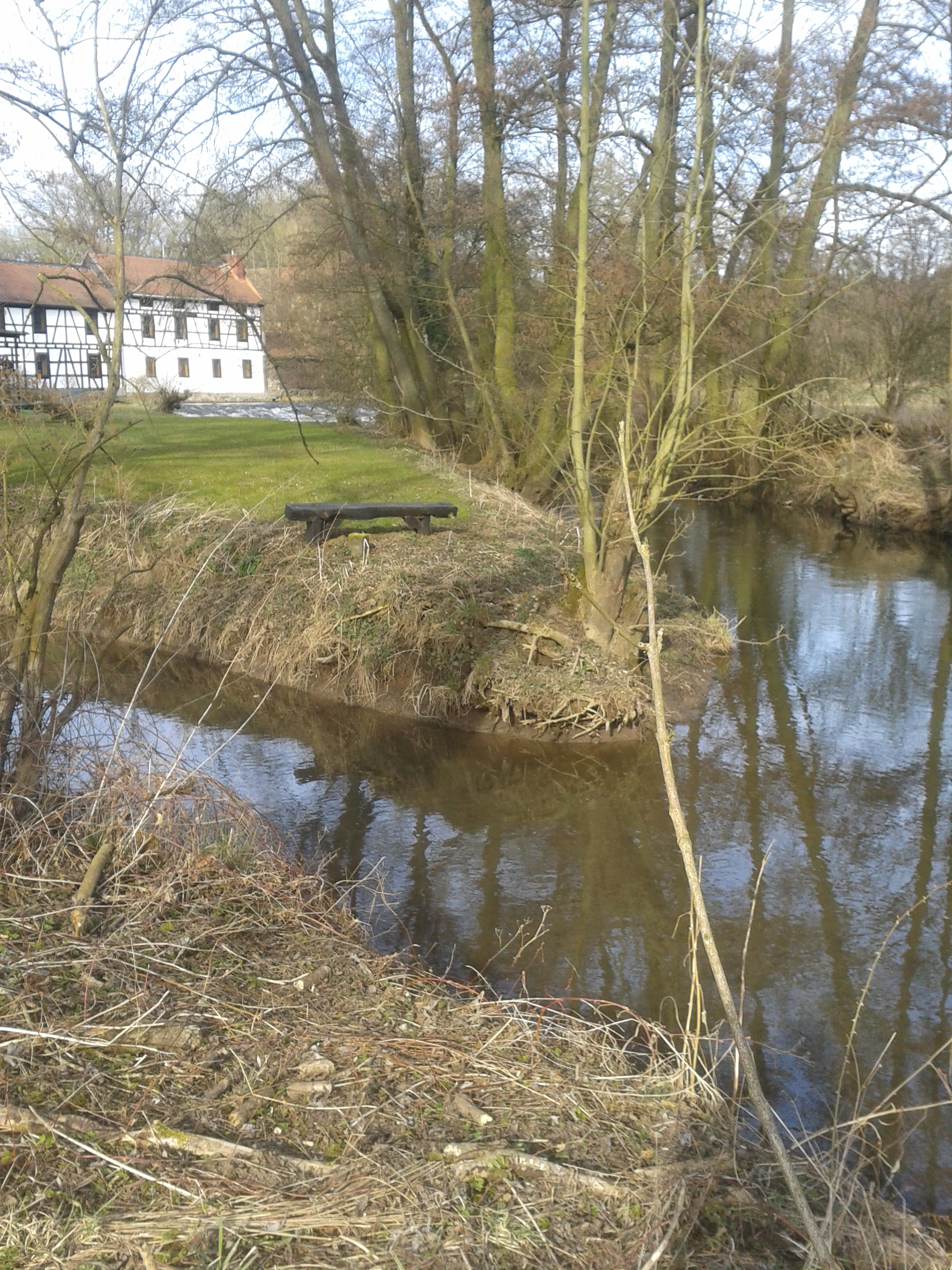
Der Welsbach

- Welsbach (Rostgraben-Welsbach[3]) (Bach von Grüningen[4]) (rechts), 5,4 km
  - Wolfsgraben[5] (links), 1,7 km
  - Seegraben (Rostgraben) (rechts), 3,0 km
- Muschenheimer Graben (links), 1,0 km
- Augraben (links), 2,9 km
- Waldwiesengraben (links), 0,6 km
- Wehdgraben[6] (links), 1,0 km
- Stehgraben[6] (links), 1,1 km
- Brunnenwiesengraben[6] (links), 0,6 km
- Erlengraben (rechts), 0,6 km
- Gambach (rechts), 5,5 km
  - Altstädter Bach (rechts), 3,4 km
- Bockenheimer Bach (rechts), 4,5 km
- Kleinbach (Kleine Bach) (rechts), 5,9 km
- Schorbach (rechts), 2,3 km
- Hammelshäuser Graben (links), 4,5 km
- Riedgraben (rechts), 8,8 km
  - Lattwiesengraben (links) 4,2 km (mit Großer Reiserbach 9,1 km)
    - Großer Reiserbach (linker Quellbach) 4,9 km
    - Kleiner Reiserbach (rechter Quellbach) 3,7 km
    - Rödelbach[7] (Lattwiesengraben[3]) (rechts), 4,1 km

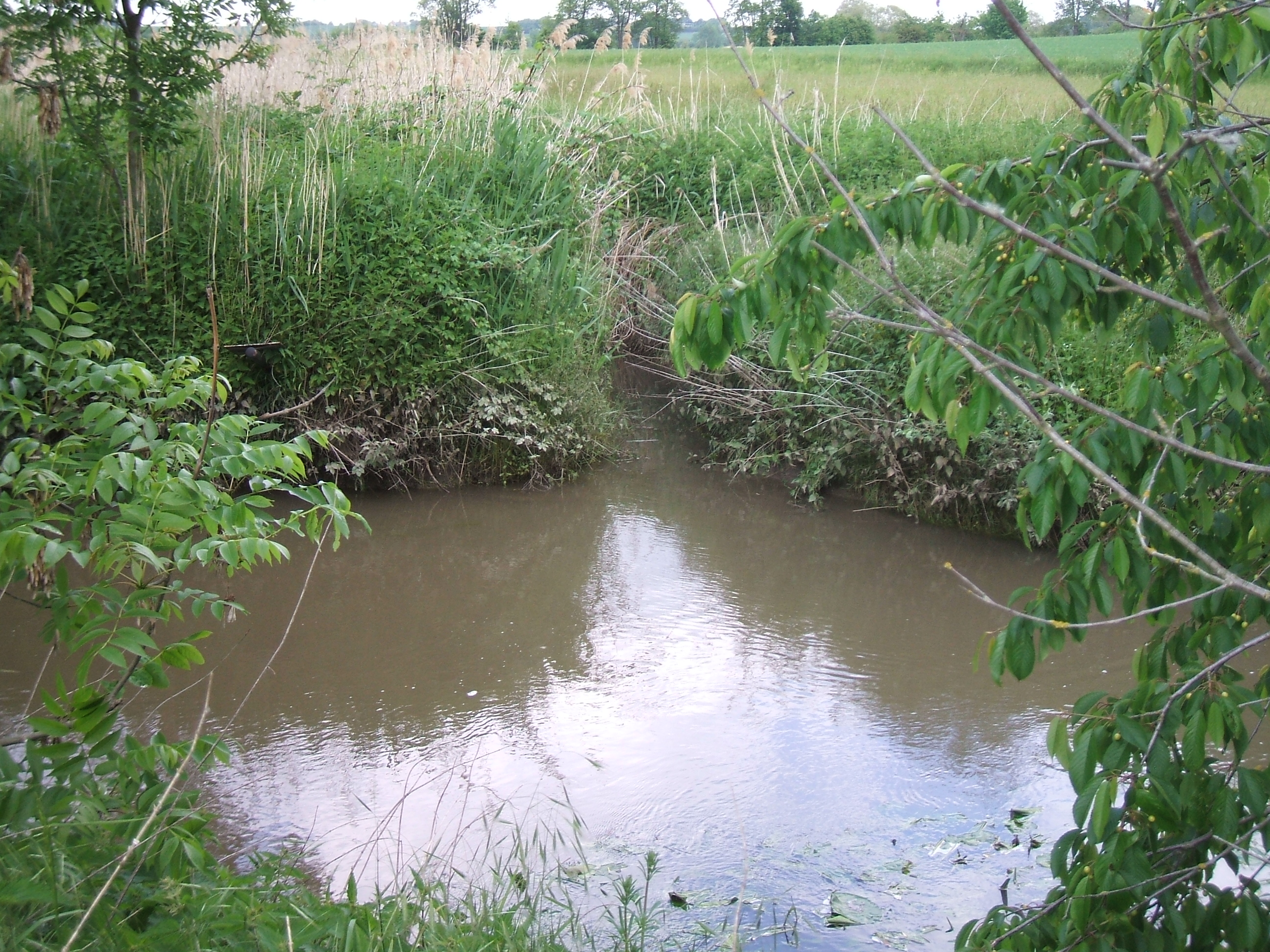
Der Hechtgraben
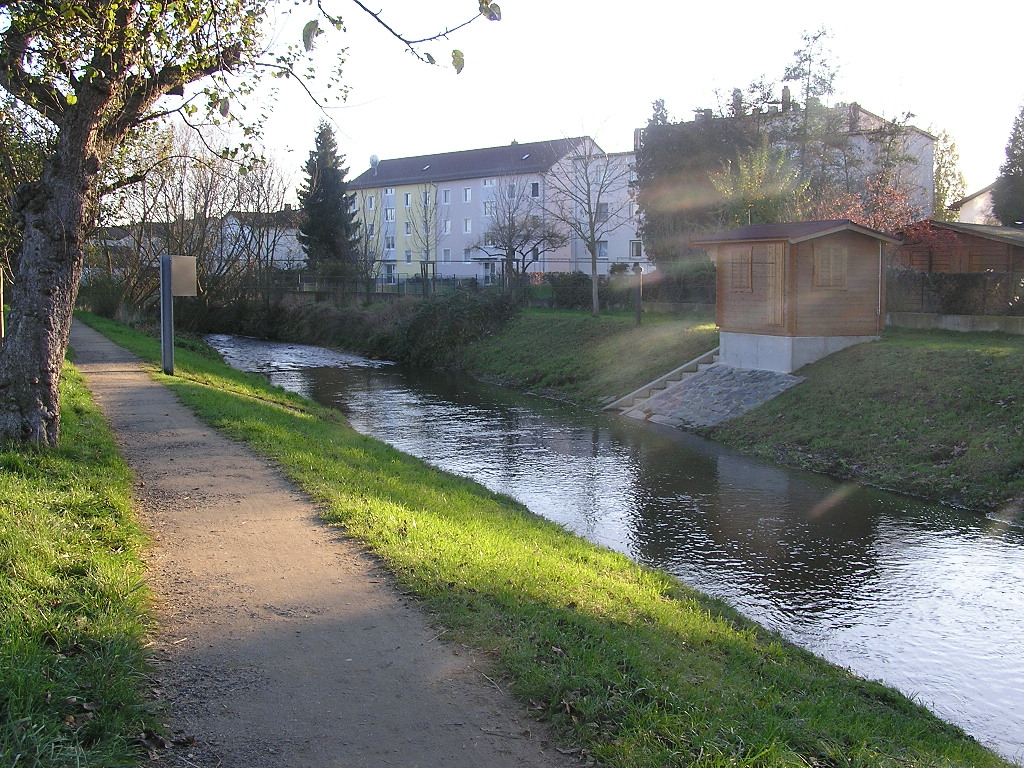
Die Usa
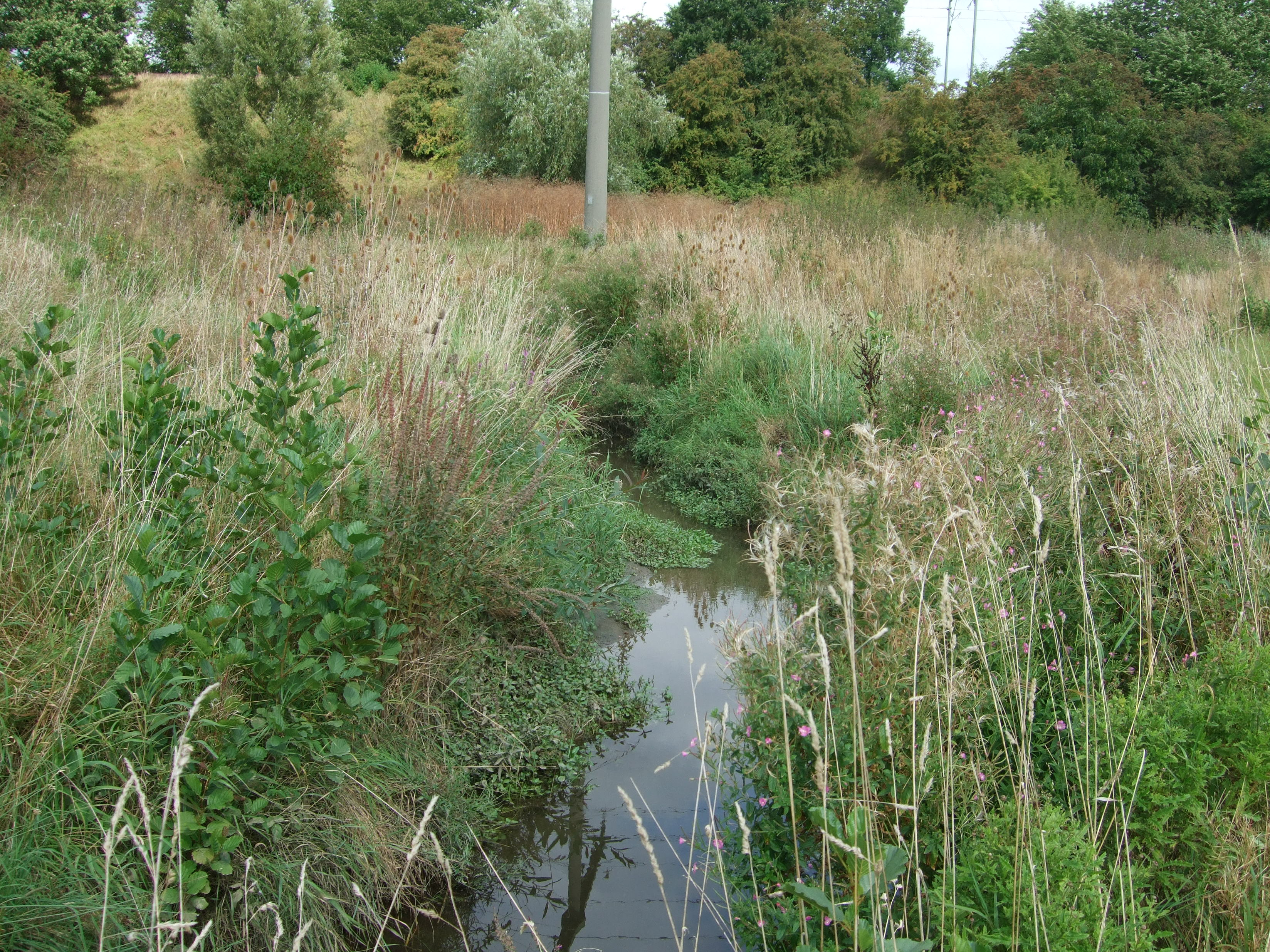
Der Straßbach

- Riedgraben (links), 0,9 km
- Kröthentalgraben (links), 2,1 km
- Hechtgraben (links), 1,5 km
- Usa (rechts), 34,0 km → Flusssystem
- Straßbach (rechts), 6,9 km
  - Entengraben (rechts)

## Flusssystem Nidda
- Liste der Fließgewässer im Flusssystem Nidda